# 本木良永

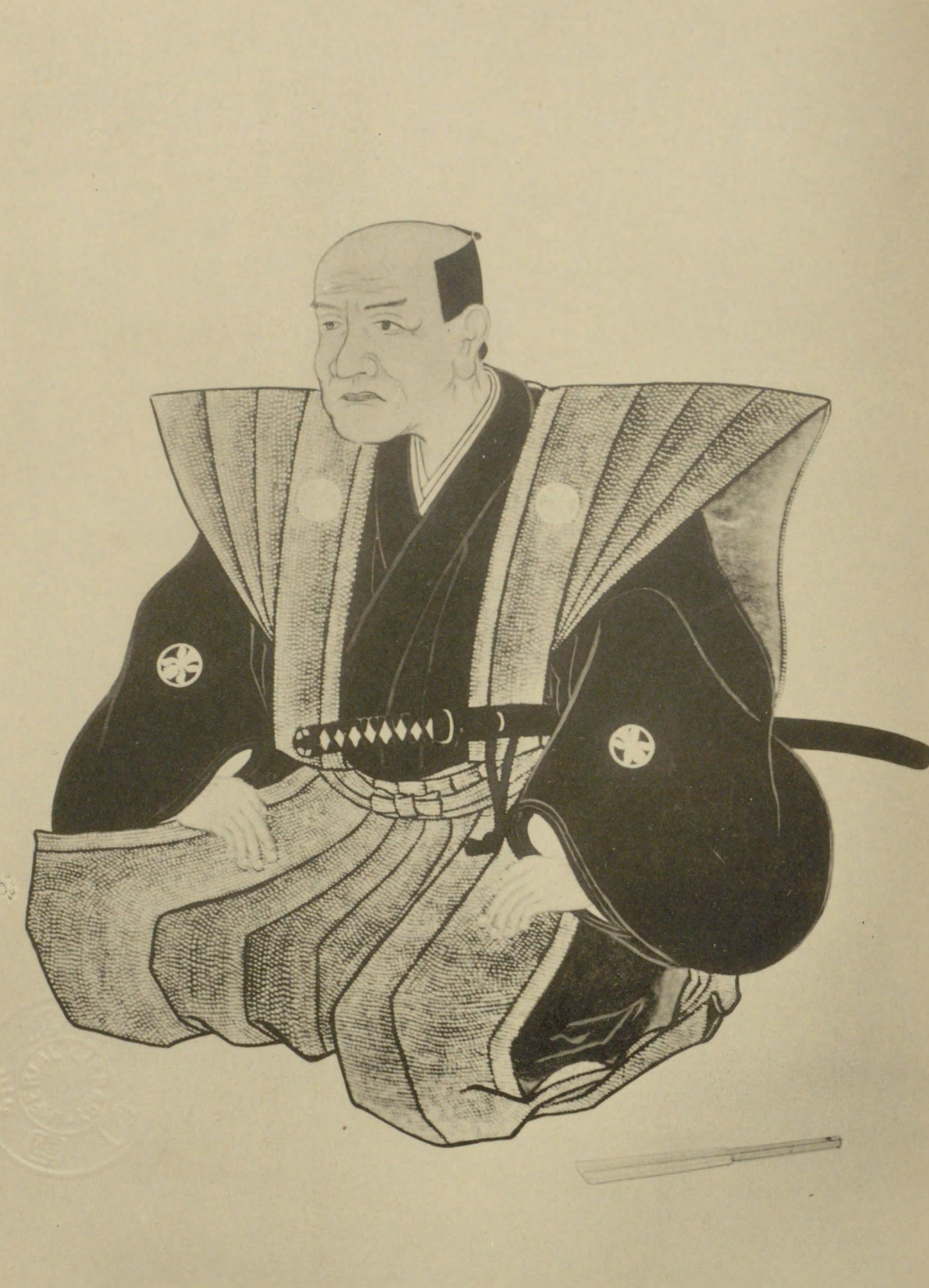
藤浪剛一『医家先哲肖像集』より本木良永

本木 良永（もとき よしなが/りょうえい、享保20年6月11日（1735年7月30日） - 寛政7年7月17日（1794年8月12日））は、江戸時代のオランダ通詞。通称は栄之進、仁太夫、字は士清、号は蘭皐。

## 略歴
長崎の御用医師・西松仙の子として生まれ、13歳で母方のオランダ通詞・本木良固の養子となった。養父にオランダ語の手ほどきを受けた。しかし、その一年後に養父が死去し、その跡役として15歳で稽古通詞となった。1766年（明和3年）32歳で小通詞末席に進み、1777年（安永5年）43歳で小通詞並、1782年（天明2年）小通詞助役、1787年（天明8年）53歳で小通詞、翌年大通詞（おおつうじ）に昇進する。その間、辞書や蘭書に当たって独学を重ねた。
オランダから輸入されたさまざまな洋書を翻訳し、西洋の自然科学などの知識を日本に持ち込んだ。オランダ語で書かれた天文書にあるニコラウス・コペルニクスの地動説を翻訳、訳書『和蘭地球図説』や『天地二球用法』において日本に紹介した。また1792年の『太陽窮理了解説』では初めて「惑星」という用語を用いた。
1793年の『星術本原太陽太陽窮理了解新制天地二球用法記』の中で、なぜ惑星と和訳したかを次のように述べている。
オランダ人がこの天体を惑星と名付けたわけは、この星ここに在るかと見ればかの所に在り、天文学者その位置の計算に迷い惑えるによりて惑星と命名—本木良永、『星術本原太陽太陽窮理了解新制天地二球用法記』
長崎歴史文化博物館には伝・若杉五十八筆の「本木良永夫妻像」がある。
息子の本木正栄はオランダ語のほかに、ヅーフについてフランス語、ブロムホフについて英語を学び、日本最初の英語学書「諳厄利亜（アングリア）興学小筌」「諳厄利亜語林大成」、また最初のフランス語学書「払郎察（フランス）辞範」を編纂した。子孫に本木昌造など。
1916年（大正5年）、正五位を追贈された。

## 訳書
- 『和蘭地図略説』 1771年、37歳、校訂松村元網 (?ー1796？)、ドイツ人ヒュブネル (1668-1731) の地理書『新旧地理学問答（1722年版）』（初版1711年）を蘭訳したもので、その地図用法の章の抄訳したもの[1]。
- 『阿蘭陀地球説訳』、1772年、38歳、校訂松村元網、原書はフランス人ルナール（L.Renard）の『大判の航海地図』（1715年刊）を蘭訳・増訂した『世界航海貿易地図帳』（1745年、アムステルダム刊）で、その説明記事の部分を翻訳したもの。新発見の陸地、数理地理的事項、天動説・地動説などに関する記事からなる[1]。
- 『平天儀用法』 1774年
- 『天地二球用法』 1774年（延享元年）44歳、校訂松村元綱、原書はオランダ人ブラウ(W.J.Blaeu:1571-1638)の『天地両球儀の二様の入門』(1666年刊、初版1620年刊)で、その初めの部分を訳したもの。ここでコペルニクスの地動説の内容が具体的に紹介された。
- 『渾天地球総説』 1781年
- 『阿蘭陀全世界地図書訳』 1790年
- 『太陽窮理了解説』 1792年　惑星という言葉が初めて用いられた。
- 『星術本原太陽太陽窮理了解新制天地二球用法記』  1793年[3]